# Chiesa della Madonna della Neve (Ravello)
La chiesa della Madonna della Neve è un edificio religioso che si trova a Ravello, frazione di Parabiago.

## Storia
Mancano le notizie sulla prima originale costruzione della chiesa, anche se nel XIII secolo Goffredo da Bussero cita già una chiesa di Santa Maria, probabilmente situata nella frazione, che all'epoca era composta da alcune ville signorili.

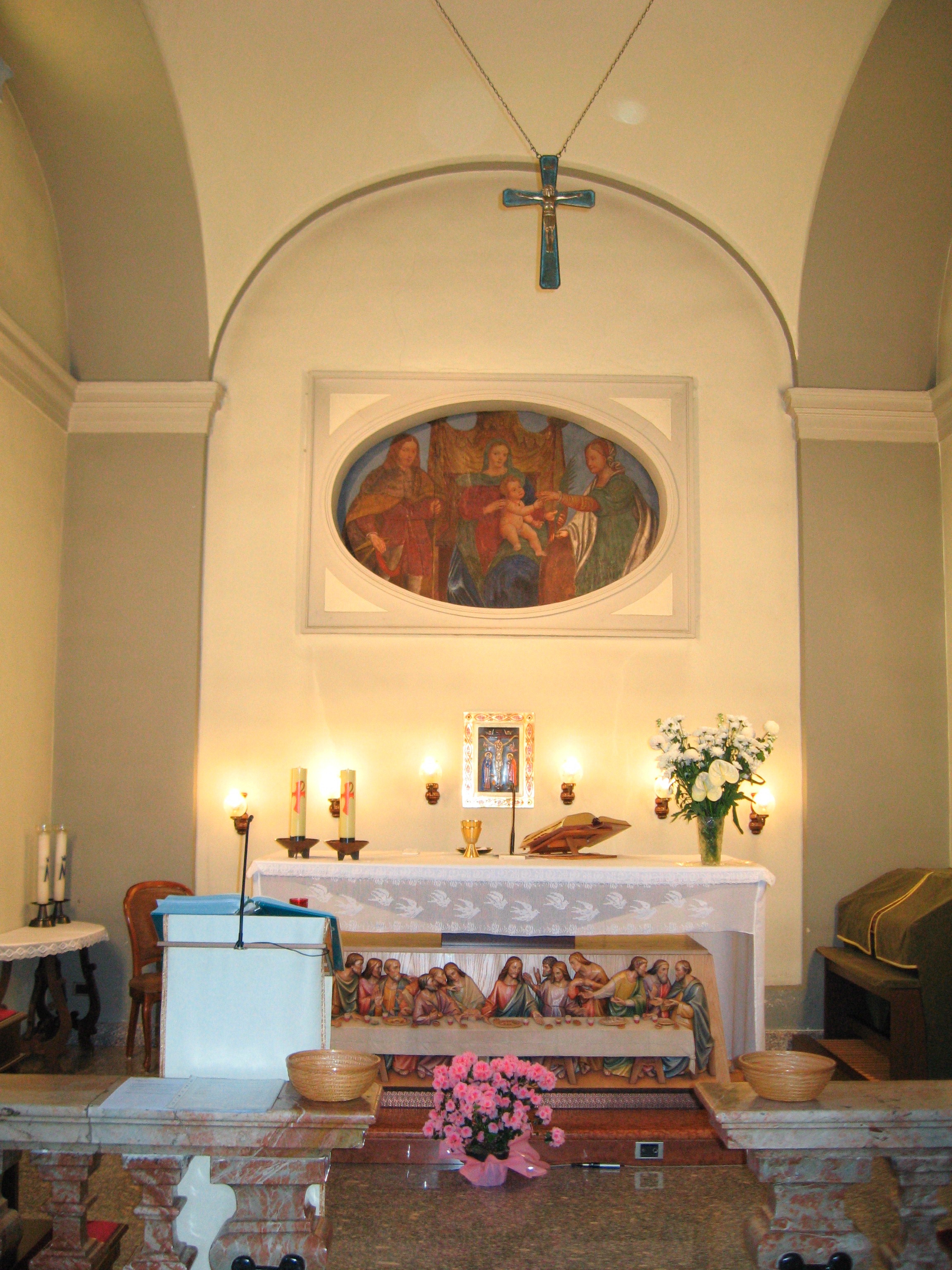
L'altare

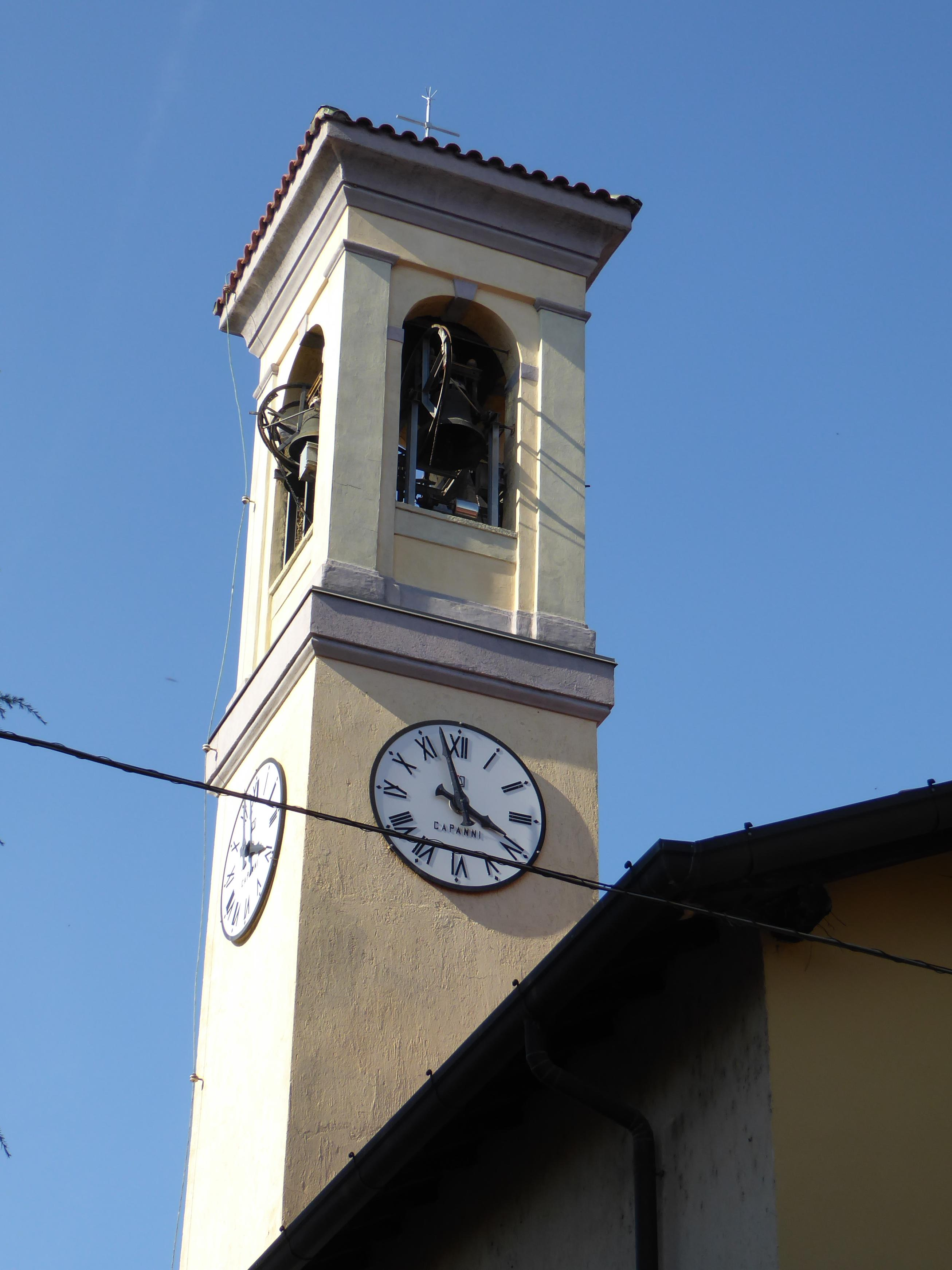
Campanile della chiesa di Ravello

Nel 1734 l'antico tempio veniva restaurato, ma alla fine del XVIII secolo, il parroco di Parabiago don Agostino Peregalli, fece una supplica alla curia milanese dicendo che la chiesa era "... Troppo angusta, umida e rovinosa, non più suscettibile a restaurazioni..." ed allo stesso tempo eccessivamente piccola, tale da non riuscire a contenere neanche la metà dei circa 130 residenti in Cassina Ravello, come viene denominato il borgo all'epoca.
Così il 4 gennaio 1794, viene data in appalto a Paolo Lamperti capomastro, maestro Carlo Lamperti e maestro Giovanni Colombo Bongino, la costruzione dell'edificio di culto, su progetto del grande ebanista parabiaghese Giuseppe Maggiolini. La costruzione durò circa un anno e la nuova chiesa venne benedetta e consacrata dallo stesso parroco Peregalli il 1º agosto 1795.
Del 1795 è l'affresco anonimo, situato in una nicchia ellittica sopra l'altare e raffigurante la Madonna della Neve con il bambino Gesù, San Rocco e Santa Caterina d'Alessandria; nello stesso anno vengono donate alla chiesa alcune tele, tra le quali le ancora esistenti Crocefissione e Deposizione. Ancora da ricordare una tavoletta raffigurante la Madonna, san Rocco e santa Lucia in primo piano, sul fondo la campagna attorno a Ravello con animali e contadini in adorazione, e sotto di essa la scritta "Per grazia della Santissima Vergine questa cassina fu preservata dall'epidemia del bestiame nell'anno 1746-47".